# Republica Democrată Finlandeză
Republica Democrată Finlandeză (în limba finlandeză: Suomen kansanvaltainen tasavalta) a fost o republică-marionetă efemeră sovietică în cele câteva regiuni finlandeze pe care URSS-ul l-a ocupat în timpul războiului de iarnă. Guvernul republicii a fost cunoscut sub numele de Terijoki Government. Uniunea Sovietică a susținut că acest guvern a fost singurul executiv reprezentativ pentru întreaga Finlandă și care era îndreptățit să încheie războiul și să înceapă tratativele de pace. De fapt, Suomen kansanvaltainen tasavalta nu a fost decât o republică-marionetă.
Republica a fost constituită pe 1 decembrie 1939 în orașul finlandez de graniță Terijoki (în zilele noastre, orașul rusesc Zelenogorsk, parte a zonei de recreere a orașului Sankt Petersburg). În timpul scurtei sale existențe, în fruntea republicii s-a aflat Otto Ville Kuusinen.
Pe 12 martie 1940, Republica Democratică Finlandeză a fost unită cu RSSA Kareliană din cadrul RSFS Rusă pentru a forma republica unională RSS Karelo-Finnică (1940 – 1956).